# Deux anges dans la ville

Deux anges dans la ville (When Angels Come to Town) est un téléfilm américain réalisé par Andy Wolk et diffusé en 2003.
C'est la suite d' Une ville sans Noël et d' A la recherche de John Christmas.

## Fiche technique
- Titre original : When Angels Come to Town
- Réalisation : Andy Wolk
- Scénario : Michael J. Murray
- Photographie : Pierre Jodoin
- Musique : Patrick Williams
- Durée : 90 minutes
- Date de diffusion : 2004

## Distribution
- Tammy Blanchard (VF : Céline Mauge) : Sally Reid
- Seann Gallagher (VF : Xavier Fagnon) : Karl Hoffman
- Vlasta Vrana (VF : Richard Leblond) : Franz
- Alexander Conti (VF : Pierre Casanova) : Jimmy Reid
- Katey Sagal (VF : Martine Meirhaeghe) : Jo
- Peter Falk (VF : Serge Sauvion) : Max
- Babs Chula (VF : Véronique Augereau) : Lois Vernon
- Victoria Sanchez (VF : Dorothée Pousséo) : Dolores Pineda
- Harry Standjofski (VF : Gabriel Le Doze) : Vic Marino
- Aaron Grunfeld (VF : Dimitri Rougeul) : Franz jeune
- Marc Anthony Krupa : l'oncle Gregory
- Kathleen Fee : Marion
- Wyatt Bowen : Charlie